# Racrange
Racrange és un municipi francès, situat al departament del Mosel·la i a la regió del Gran Est. L'any 2007 tenia 672 habitants.

## Demografia

### Població
El 2007 la població de fet de Racrange era de 672 persones. Hi havia 236 famílies, de les quals 42 eren unipersonals (21 homes vivint sols i 21 dones vivint soles), 72 parelles sense fills, 114 parelles amb fills i 8 famílies monoparentals amb fills.
La població ha evolucionat segons el següent gràfic:
Habitants censats

### Habitatges
El 2007 hi havia 259 habitatges, 239 eren l'habitatge principal de la família, 7 eren segones residències i 13 estaven desocupats. 223 eren cases i 36 eren apartaments. Dels 239 habitatges principals, 196 estaven ocupats pels seus propietaris, 37 estaven llogats i ocupats pels llogaters i 6 estaven cedits a títol gratuït; 4 tenien dues cambres, 9 en tenien tres, 45 en tenien quatre i 180 en tenien cinc o més. 196 habitatges disposaven pel capbaix d'una plaça de pàrquing. A 103 habitatges hi havia un automòbil i a 119 n'hi havia dos o més.

### Piràmide de població
La piràmide de població per edats i sexe el 2009 era:
| Homes | Edats   | Dones |
| ----- | ------- | ----- |
| 0     | 95 o +  | 0     |
| 0     | 90 a 94 | 0     |
| 4     | 85 a 89 | 0     |
| 4     | 80 a 84 | 0     |
| 12    | 75 a 79 | 16    |
| 8     | 70 a 74 | 20    |
| 16    | 65 a 69 | 8     |
| 20    | 60 a 64 | 16    |
| 4     | 55 a 59 | 16    |
| 12    | 50 a 54 | 16    |
| 44    | 45 a 49 | 20    |
| 32    | 40 a 44 | 28    |
| 20    | 35 a 39 | 40    |
| 16    | 30 a 34 | 8     |
| 12    | 25 a 29 | 8     |
| 8     | 20 a 24 | 12    |
| 28    | 15 a 19 | 40    |
| 28    | 10 a 14 | 24    |
| 28    | 5 a 9   | 8     |
| 20    | 0 a 4   | 4     |

## Economia
El 2007 la població en edat de treballar era de 453 persones, 318 eren actives i 135 eren inactives. De les 318 persones actives 272 estaven ocupades (150 homes i 122 dones) i 46 estaven aturades (21 homes i 25 dones). De les 135 persones inactives 42 estaven jubilades, 41 estaven estudiant i 52 estaven classificades com a «altres inactius».

### Ingressos
El 2009 a Racrange hi havia 225 unitats fiscals que integraven 624 persones, la mediana anual d'ingressos fiscals per persona era de 15.497 €.

### Activitats econòmiques
Dels 19 establiments que hi havia el 2007, 1 era d'una empresa de coc i refinatge, 4 d'empreses de fabricació d'altres productes industrials, 5 d'empreses de construcció, 6 d'empreses de comerç i reparació d'automòbils, 1 d'una empresa de transport, 1 d'una empresa financera i 1 d'una empresa classificada com a «altres activitats de serveis».
Dels 9 establiments de servei als particulars que hi havia el 2009, 1 era una oficina bancària, 1 funerària, 2 tallers de reparació d'automòbils i de material agrícola, 2 paletes, 1 guixaire pintor i 2 empreses de construcció.
L'únic establiment comercial que hi havia el 2009 era una adrogueria.
L'any 2000 a Racrange hi havia 6 explotacions agrícoles.

## Equipaments sanitaris i escolars
El 2009 hi havia una escola elemental integrada dins d'un grup escolar amb les comunes properes formant una escola dispersa.

## Poblacions més properes
El següent diagrama mostra les poblacions més properes.